# 2021년 배틀리 스펜 재보궐선거
2021년 배틀리 스펜 재보궐선거(영어: 2021 Batley and Spen by-election)는 2021년 7월 1일 영국 의회의 배틀리 스펜 지역구에서 치러진 재보궐선거이다. 이번 선거는 2019년 영국 총선으로 개원한 제58대 영국 의회의 네번째 재보궐선거이기도 하다.
2021년 5월 10일 웨스트요크셔 시장으로 당선된 트레이시 브레이빈 의원이 경찰범죄청장의 권한과 책임을 겸임하면서 국회의원직을 사퇴함에 따라 치러지게 되었다. 투표 결과 노동당의 킴 리드비터 후보가 당선되었으며 2위와의 격차율은 323표로 줄어들었다.

## 배경

### 선거구
배틀리 스펜 (Batley and Spen)은 잉글랜드 웨스트요크셔주 중심부의 페나인산맥에 위치한 선거구이다. 노동계층이 밀집한 지역구로서 노동당 텃밭 벨트, 이른바 '레드월' (red wall) 지역으로 분류되며, 1997년 총선 이래 노동당 후보만 당선되고 있다.
2001년 영국 인구조사 통계에 따르면 지역구 내 최대 도시인 배틀리의 인구분포는 파키스탄인 (9.2%)과 인도인 (15.9%, 주로 구자라트인) 등 남아시아 출신 주민이 상당수 있는 것으로 조사된다. 또다른 지역구 내 마을인 헤크먼드와이크 (Heckmondwike)에도 파키스탄계 주민이 16.9%를 차지, 남아시아계 공동체가 확고한 지역으로 여겨진다.
스펜밸리 (Spen Valley) 지역에는 버스톨, 버큰쇼, 클렉히튼, 리버세지, 고머솔 등의 도시와 마을이 분포해 있다. 자유민주당 시의원이 당선된 클렉히튼 (Cleckheaton)을 제외하면 이들 지역은 부유층과 중산층 비율이 높은 교외지역에 해당되며 정치성향도 보수적이다.
2016년 유럽연합 탈퇴 국민투표에서 배틀리 스펜 지역구는 브렉시트 찬성 득표율이 60%로 집계됐다.

### 국회의원
상술하다시피 1997년 총선부터는 노동당 후보만 당선되는 지역구로, 보수당 소속 지역구 의원은 1983년부터 1997년까지 재임한 엘리자베스 피콕 의원이 유일했다. 현 지역구 의원인 트레이시 브레이빈 의원은 조 콕스 전 의원의 살인사건 이후 치러진 2016년 재보궐선거에서 처음 당선되어 계속해서 연임을 유지해 왔다. 마지막 총선인 2019년 총선에서는 선거구 내 노동당 표심이 크게 꺾였으며, 2017년 총선과 비교했을 때 득표율 격차가 12.8% 감소한 것으로 드러났다.
2021년 5월 6일 트레이시 브레이빈 의원이 웨스트요크셔 시장선거에서 당선되었다. 이후 5월 10일 칠턴헌드레즈 시종관 (Steward and Bailiff of the Chiltern Hundreds)으로 임명되어 국회의원직에서 물러나게 되었다.
브레이빈 의원은 2021년 하틀풀 재보궐선거에서 노동당이 큰 격차로 패했다는 사실을 들어, 우리 지역구도 지난번 총선에서 비슷한 우위득표수를 기록했던 점을 생각하면 이번 재보궐선거에서는 보수당 후보가 당선될 수도 있겠다며 우려를 표했다. 그러나 《뉴 스테이츠먼》의 스티븐 부시는 하틀풀과는 달리 배틀리 스펜에서는 노동당이 유리한 위치에 있다고 분석하였다.

## 선거 일정과 후보
5월 27일 선거교서가 발행되면서 오는 7월 1일 재보궐선거 실시를 예고하였다. 후보등록 마감일은 6월 7일, 우편투표 신청 마감일과 기존 우편투표 및 대리투표 유권자 변동신고 기한은 6월 15일이었다. 신규 대리투표 신청 마감일은 6월 16일이었다.
2021년 5월 9일 웨스트요크셔 시장선거 결과 발표 이후 요크셔당 대표 밥 벅스턴(Bob Buxton)은 재보궐선거에 출마한다고 밝혔다. 5월 26일에는 당원들의 공천 결과, 배틀리 스펜에서 어린시절을 보냈던 수석 의학연구원 코리 로빈슨(Corey Robinson)을 공천한다고 밝혔다. 이튿날 5월 10일 영국 노동자당 대표 조지 갤러웨이도 이번 재보궐선거에 자당 후보를 내겠다고 밝혔으며, 5월 27일에는 본인이 후보로 나선다고 발표하였다.
5월 12일 가디언 지는 이번 재보궐선거의 노동당 후보로 조 콕스의 여동생인 킴 리드비터와 폴라 셰리프 전 노동당 의원이 물망에 올랐다고 보도했다. 이후 5월 23일 노동당은 킴 리드비터가 노동당 대표로 출마한다고 발표하였다. 킴 리드비터는 개인 트레이너이자 조 콕스 재단에서 활동중인 사회운동가로, 최근에 노동당에 재입당한 것으로 알려졌다. 배틀리 스펜 지역구 노동당은 국회의원 후보 공천 자격에 1년간 당원자격 유지 조항을 폐지한 것으로 알려졌다.
5월 19일 보수당은 헤어우드 지역구 시의원인 라이언 스티븐슨 (Ryan Stephenson)을 후보로 공천한다고 발표하였다. 2021년 6월 영국 개혁당은 보수당이 노동당의 의석 탈환을 돕기 위해 재보궐선거에 후보자를 내지 않겠다고 발표하였다. 지난 총선에서 '헤비울런 지구 무소속' (Heavy Woollen District Independents) 후보로 출마해 6천 표를 얻은 지역 유명인이자 브렉시트 지지자인 폴 핼로란(Paul Halloran)도 재출마하지 않기로 결정하면서 보수당 후보로의 단일화 움직임에 합류했다.
5월 28일 자유민주당은 지역사회 운동가인 조 콘치(Jo Conchie)를 후보로 내세울 것이라고 발표했다. 그러나 6월 3일 코치 후보는 건강상의 이유로 후보직을 단념하고, 노팅리 (Knottingley) 지역구 시의원인 톰 고든 (Tom Gordon)을 교체 후보로 발표하였다. 톰 고든 후보는 2019년 총선에서 노맨턴 폰트프랙트 캐슬퍼드에서 자유민주당 후보로 출마한 바 있으며, 훗날 2024년 영국 총선에서 해로게이트 네어스버러 지역구 국회의원으로 당선되었다.
6월 2일 녹색당은 럭비 선수 로스 펠티어 (Ross Peltier)를 후보로 공천한다고 밝혔다. 그러나 이후 19살 때 게시했던 트윗이 눈란이 되어 후보지명이 철회, 이번 재보궐선거에 참여하지 않는다고 밝혔다.
극우단체 영국 우선당의 전 부대표 제이다 프랜슨 (Jayda Fransen)도 출마 의사를 밝혔다. '영국 우선' (Britain first)이란 말이 조 콕스 전 국회의원의 살인범이 썼던 말이라는 점에서 비판받았나 영국 우선당 측은 자신들과의 연관성을 부인한 바 있었다. 제이다 프랜슨은 켄트주 로체스터 스트루드 지역구 재보궐선거, 2016년 런던 의회 선거, 2021년 스코틀랜드 의회 선거에 출마한 바 있다.
이밖에 기독교인민동맹 (CPA)이 6월 3일 폴 비커다이크 (Paul Bickerdike)를 후보로 공천하고, 사회민주당 (SDP)도 같은 날 올리 퍼서(Ollie Purser)를 공천하기로 확정하였다. 6월 7일 후보등록 마감일 결과, 이번 재보궐선거에서는 총 16명의 후보가 경쟁하게 되었다.

## 선거 운동

### 각 정당의 유세전

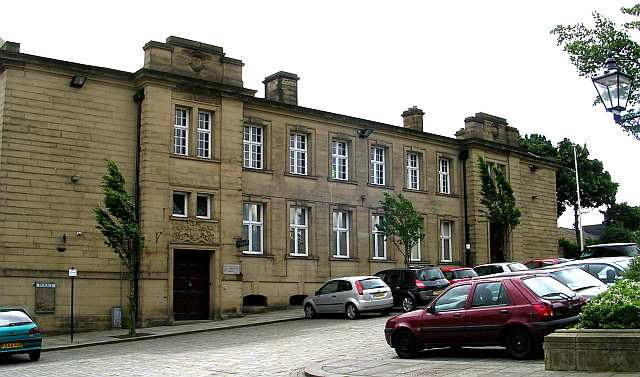
이번 재보궐선거의 현안으로 다뤄졌던 배틀리 경찰서의 모습. 2018년 7월 폐쇄되어 활용방안을 놓고 논쟁 대상에 올랐다.

본격적인 선거운동에 접어든 6월 10일 키어 스타머 노동당 대표가 배틀리 스펜 지역구를 방문하며 지원유세에 나섰고, 6월 18일에는 보리스 존슨 총리도 배틀리 스펜에 위치한 폭스 비스킷 공장을 방문하였다. 배틀리 스펜 지역구는 두 사람 모두 예전에 방문한 적이 있는 곳이었다. 보리스 존슨 총리는 6월 28일 버스톨의 공장을 방문하면서 다시 한번 배틀리 스펜 재보궐선거의 선거유세를 도왔다.
킴 리드비터 노동당 후보는 범죄와 녹지 공간, 열악한 도로 상황 등 지역 현안을 집중적으로 다뤘다. 리드비터 후보는 "나는 16명의 후보 가운데 배틀리 스펜에 거주하는 유일한 후보"라며 "지역 차원에서 성사시킨 것으로 입증된 실적과, 지역 사회의 모든 현안을 제대로 다룬다는 확고한 평판을 갖추고 있다"고 자신했다. 한편으로 이번 재보궐선거가 키어 스타머 노동당 대표에 대한 민심투표가 아니라는 점도 강조했다. 이에 따라 지역구에 게시된 일부 대형 포스터는 법 규정에 따른 표시를 제외하면 '노동당' (Labour)라는 문구를 쓰지 않고 후보의 이름만 강조하는 식으로 제작되었다.
라이언 스티븐슨 보수당 후보는 리즈 시의회 의원이자 웨스트요크셔 사학재단 대표로 활동했던 지역 정치경력을 바탕으로 유세에 나섰다. 또 자신이 당선되면 보수당 정부와의 효과적인 협력으로 이어질 것이며 우리 지역구로의 "투자를 위한 단초가 되겠다"고 강조했다. 특히 배틀리 스펜 지역구 내에서도 1997년 총선까지 보수당 표심이 과반을 넘겼던 스펜밸리 일대 보수 유권자들의 결집에 나섰다.
6월 23일 지역지 요크셔라이브가 주최한 온라인 토론회에 영국 노동자당의 조지 갤러웨이 후보, 노동당 킴 리드비터 후보, 요크셔당 코리 로빈슨 후보, 보수당 라이언 스티븐슨 후보의 4인이 참여하였다. 같은 날 극우정당 영국 우선당의 제이다 프랜슨 후보가 세인트토마스 교회에서 흰색 십자가를 들고 '그간 소외됐던 기독교에 힘을 보태야 한다'는 선거운동을 벌이는 홍보물이 배포되자, 리즈 주교 닉 베인스 (Nick Baines)는 배틀리 주교회 차원에서 제이다 후보와의 연관이 없음을 강조하는 성명을 발표하였다.

### 노동당의 무슬림 유권자 논란
배틀리 스펜 지역구의 전체 유권자 가운데 20% 이상은 인도와 파키스탄 등 남아시아계 주민에 해당된다. 따라서 이번 재보궐선거의 지역 최대 현안에는 팔레스타인 영토 문제, 카슈미르 분쟁, 키어 스타머 노동당 대표에 대한 비판여론, 배틀리 기초학교에서 무함마드가 그려진 만화를 보여준 교사의 정직 처분 사건과 배틀리 경찰서 재개소 문제 등이 떠올랐다. 예로부터 남아시아계 주민들은 노동당의 강력한 지지세력이었으나, 지역구 노동당 측이 당 내규를 바꿔가면서 현지 시의원 출신이 아닌 전 국회의원의 친족을 공천한 결정에 대한 비판여론이 대두되었다.
6월 26일 킴 리드비터 노동당 후보가 성소수자 지지와 카슈미르 문제 관련 당 입장에 대해 답했다가 한 무리의 남성들에게 야유를 받고 쫓기는 사건이 있었다. 이 남성들은 자신이 이 지역의 무슬림 부모들을 대표하여 발언하고 있다면서, 버밍엄 지역 학교에서 성소수자 친화교육에 반대하는 시위를 주도한 바 있다고 밝혔다. 사건 이후 리드비터 후보는 인터뷰를 통해, 당시 갤러웨이 후보가 길 건너편에서 자신을 보고 비웃었다고 비난했다. 이에 갤러웨이 후보는 리드비터 후보가 거짓말을 하고 있다고 반박하면서 당시 벌어졌던 모욕사태에 유감을 표했다. 6월 27일에는 트레이시 브레이빈 전 지역구 의원과 노동당 사회운동가들이 남성 3명에게 공격받는 일이 벌어졌다.
6월 28일 노동당은 보리스 존슨 총리가 나렌드라 모디 인도 총리와 함께 찍은 사진이 담긴 홍보물을 배포했다는 이유로 비판받았다. 현지 언론들은 홍보물이 무슬림 유권자들의 이목을 끌기 위한 것이며 카슈미르 분쟁에 대한 인도와 파키스탄 출신 유권자간의 민감한 분쟁을 이용해먹으려 했다며 비판했다. 당내 친인도 조직인 '인도의 노동당 친구' (Labour Friends of India)도 당 차원에서 홍보물 배포를 즉각 철회할 것을 요청하였다.
이에 노동당 대변인은 해당 홍보물의 의도가 노동당 후보를 뽑지 않으면 보수당 의원이 탄생하고, 그 의원은 결국 "무슬림 여성을 모욕하고선 농담이라 치부하고, 정당 내 이슬람 혐오증에 대처하라는 목소리도 거부하며, 카슈미르 인권 침해에 대해 발언하지 않는 총리를 지지하게 될 것"을 지적하기 위한 차원이었다고 해명하였다. 그러나 노동당의 나벤두 미슈라 의원은 노동당이 "특정집단이 종교, 인종, 민족에 기반한 공격을 공정한 대결로 여기고 있다"면서 "인종차별의 위계질서"를 지니고 있다고 비판했다.

## 개표 결과

2021년 재보궐선거 개표 결과 그래프

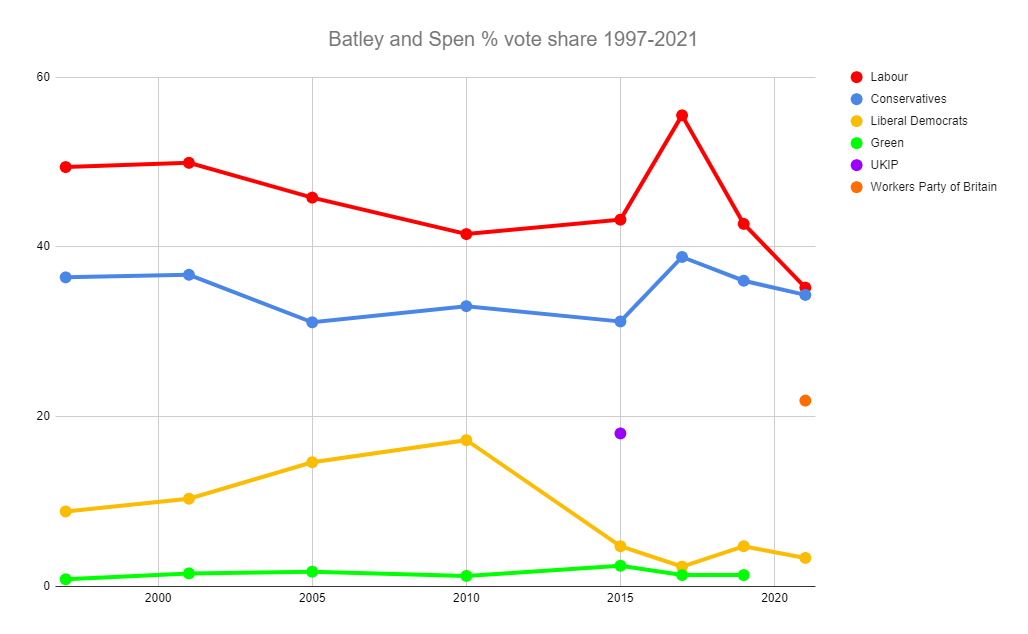
1997년~2021년 역대 선거의 득표율 그래프. 2016년 재보궐선거는 주요정당 가운데 노동당 후보만 출마하였으므로 표시하지 않았다.

개표 결과 킴 리드비터 노동당 후보가 35.3%를 득표, 라이언 스티븐슨 보수당 후보를 0.9% 득표율 격차로 따돌리고 당선되었다. 조지 갤러웨이 노동자당 후보는 21.9%를 득표하였다.
|  | 35.3% |

|  | 34.4% |

|  | 21.9% |

|  | 3.3% |

|  | 2.1% |

|  | 0.6% |

|  | 0.4% |

|  | 0.3% |

|  | 0.3% |

|  | 0.3% |

|  | 0.3% |

|  | 0.3% |

|  | 0.2% |

|  | 0.2% |

|  | 0.1% |

|  | 0.1% |

## 이전 총선 결과
|  | 42.7% |

|  | 36.0% |

|  | 12.2% |

|  | 4.7% |

|  | 3.2% |

|  | 1.3% |

## 반응
개표 결과 조지 갤러웨이 후보의 출마로 인한 표심 분산과 상술한 논란으로 노동당에 불리한 선거가 되었음에도 킴 리드비터 후보가 가까쓰로 당선된 것으로 드러났다. 예상 밖을 벗어난 보수당의 패배 원인에 대해 보수당의 유세전이 부진했고 재보궐선거 전 주말 맷 핸콕 보건부장관의 스캔들과 사퇴가 지목되었다. 《아이》 (i)지의 분석에 따르면 조지 갤러웨이 후보가 사회정책에 있어 보수적 입장을 취한 것이 일부 보수성향의 유권자를 끌어들였을 가능성이 존재하며, 녹색당이 후보를 내지 않은 것 역시 노동당에 도움이 되었을 수 있다는 설이 제기되었다. 갤러웨이 후보 역시 키어 스타머 현 노동당 대표의 사퇴가 목표이기 때문에 노동당 유권자들이 승리하는 것을 노리고 있다고 밝힌 바 있다.
키어 스타머 노동당 대표는 이번 선거 결과의 심정을 밝히는 《가디언》 지의 기고문을 통해 "노동당이 귀환했다. 더 나은 미래에 대한 약속도 귀환했다"고 답했다. 스타머 예비내각의 레이첼 리브스 재무장관도 개표에 앞서 스카이 뉴스와의 인터뷰에서 키어 스타머의 리더십이 리드비터 후보의 당선에 주원인으로 작용할 것이라며, "키어 대표는 다음 선거로 나아갈 것이다. 이번 금요일 아침의 개표결과는 노동당의 추후 선거 승리의 시작이 될 것이라 본다"고 밝힌다.
《트리뷴》 지의 에디터를 맡고 있는 로넌 버튼쇼 (Ronan Burtenshaw)는 이번 선거 결과를 크게 축하할 겨를은 없다면서 "사면초가에 이른 당 지도부에 한 발을 날린 것"이라고 비판했다. 이어서 "키어 스타머는 당선될 만한 공약만으로 당대표직에 올랐다. 그러나 지금 총선에서 승리하려면 득표율 40% 이상을 확보해야 한다는 사실은 변하지 않는다", "변화하는 지반 위에서 통일을 구축해야 하며, 적어도 더 넓은 사회를 위한 열정적 기반과 설득력 갖춘 비전이 있어야 한다는 뜻이다"라고 지적했다.
《뉴 스테이츠먼》의 폴 메이슨 (Paul Mason) 기자는 이번 선거에서 드러난 노동당의 친LGBT, 친이스라엘 성향으로 무슬림의 노동당 표심을 잃었을 수 있다고 분석했다. 《더 뉴 아랍》의 타지 알리도 이번 선거 결과를 통해 노동당이 카슈미르와 팔레스타인 등의 국제현안으로 무슬림 표심을 잃고 있으며 당내 이슬람 공포증 조사를 꺼리고 있는 것이 분명해졌다고 지적하였다. 또한 키어 스타머 당대표의 친유대 성향으로 무슬림 유권자들이 소외감을 느끼고 있으며 노동당 지도부로 하여금 상술한 현안에 대해 더욱 분명한 입장을 기대하고 있다고 밝혔다.
유대인 단체에서는 갤러웨이 후보의 패배에 반색하는 분위기였다. 유대인 노동운동 (Jewish Labour Movement)는 이번 선거 결과가 갤러웨이 후보의 "악독정치" (toxic politics)에 대한 희망적이면서도 품위 있는 승리라며 환영했다. 《쥬이시 크로니클》은 갤러웨이가 잊지 못할 만큼 천박한 재보궐선거 운동을 펼쳤다고 비난하였으며, 갤러웨이 후보가 당선되는 것은 배틀리 스펜 지역민에 있어 최후의 선택지라 표현하였다.
한편 갤러웨이 후보 본인은 리드비터 노동당 후보와 스타머 노동당 대표가 자신에 대해 거짓 발언을 일삼아 선거전에 영향을 끼쳤다며, 개표결과에 이의를 제기하겠다는 입장을 표했다.

## 같이 보기
- 2016년 배틀리 스펜 재보궐선거
- 2012년 브래드퍼드웨스트 재보궐선거 - 갤러웨이 후보가 출마했던 또다른 재보궐선거로 역시 노동당 후보가 당선되었다.